# Talaat Sadat
Talaat Sadat (ar.: طلعت السادات, ur. 26 lutego 1954, zm. 20 listopada 2011 w Kairze) – polityk egipski. Siostrzeniec byłego prezydenta Egiptu, Anwara Sadata i ostatni przewodniczący Partii Narodowo-Demokratycznej od momentu ustąpienia z tej funkcji Husniego Mubaraka do dnia jej rozwiązania. 
Zmarł niespodziewanie na atak serca 20 listopada 2011 roku w Kairze w wieku 57 lat.